# Punctoribates mundus
Punctoribates mundus är en kvalsterart som beskrevs av Shaldybina 1973. Punctoribates mundus ingår i släktet Punctoribates och familjen Punctoribatidae. Inga underarter finns listade i Catalogue of Life.